# Le Fœil
 Le Fœil  (en bretón Ar Fouilh) es una población y comuna francesa, situada en la región de Bretaña, departamento de Côtes-d'Armor, en el distrito de Saint-Brieuc y cantón de Quintin.

## Demografía
| 911 | 884 | 888 | 1084 | 1085 | 1124 |
| Para los censos de 1962 a 1999 la población legal corresponde a la población sin duplicidades (Fuente: INSEE [Consultar]) |     |     |      |      |      |